# Báthory László (katolikus pap)
Báthory László 18. századi katolikus pap.

## Élete
Rózsahegyen volt plébános. Középiskoláit Nyitrán végezte. Egyetlen megjelent műve egy szlovák nyelvű imakönyv, amelyet Nagyszombatban jelentetett meg.

## Műve
- Lilium Wybornej wuni. Nagyszombat, 1740.